# Jordan-tó (Észak-Karolina)
A Jordan-tó (angolul Jordan Lake) egy víztározó az Amerikai Egyesült Államok Észak-Karolina államában, Chatham megyében, Durhamtől délre, Raleighttól nyugatra, New Hope Valley területén. 

## Neve
A tó egy észak-karolinai szenátorról, B. Everett Jordanról kapta a nevét.

## Földrajza
1945 szeptemberében egy trópusi vihar nagy károkat okozott. Ezután határozták el, hogy árvízvédelmi rendszert építenek ki. A gátat ennek részeként 1973 és 1983 között építette az amerikai hadsereg műszaki alakulata (United States Army Corps of Engineers), melynek ma is a tulajdonában van a tó. A víztározót létrehozó gátnak csak vízszabályozó szerepe van, nem erőmű, villamos energiát nem termel. 
A tó két folyó, a Haw és a New Hope vizének mesterséges felduzzasztásával jött létre.  Területe 5,6 hektár, és 66 méterrel van a tengerszint felett. A part hossza 290 km.
A tóba befolyó folyók a Haw, a New Hope Creek, a Morgan Creek, és a Little Creek, kifolyó folyó a Haw.
A víztározó része a Jordan-tó Állami Pihenőterületeknek (Jordan Lake State Recreation Area).